# Суџук
Суџук је сува, пикантна кобасица која се једе од Балкана до Блиског истока и средње Азије.

## Име
Име суџук усвојено је непромењено у језицима у региону, укључујући бугарски: суджук, sudzhuk; руски: суджук, sudzhuk; српски: суџук, sudžuk; јерменски: սուջուխ, suǰux; арапски: سجق, sujuq; грчки: σουτζούκι, soutzouki. Сродна имена присутна су и у турским језицима — киргистански: чучук, chuchuk; казахстански: шұжық, shujyq.

## Састојци
Суџук се састоји од млевеног меса (обично говедине, али и прасетине или јагњетине; у неким рецептима се користи и коњско месо, у Казахстану и Киргистану, на пример) и разних зачина, укључујући пескавицу, ким, руј, бели лук, со и црвену паприку који се уносе у кобасицу и суше неколико недеља. Суџук може бити више или мање љут, прилично је слан и има висок садржај масти.
- Регионални варијетети суџука
-Suǰux из Јерменије
-Sudzhuk из Бугарске
- Домаћи суџук из Србије